# كاندليدا
بلدية كاندليدا (بالإسبانية: Candeleda) هي بلدية تقع في مقاطعة آبلة التابعة لمنطقة قشتالة وليون وسط إسبانيا.

## الديموغرافيا
يبلغ عدد سكان بلدية كاندليدا 5.213 نسمة عام 2011 (وفقاً للمعهد الوطني للإحصاء الإسباني).
| 5.176 | 5.137 | 5.066 | 5.047 | 5.123 | 5.166 | 5.213 |